# Romeno (Italia)

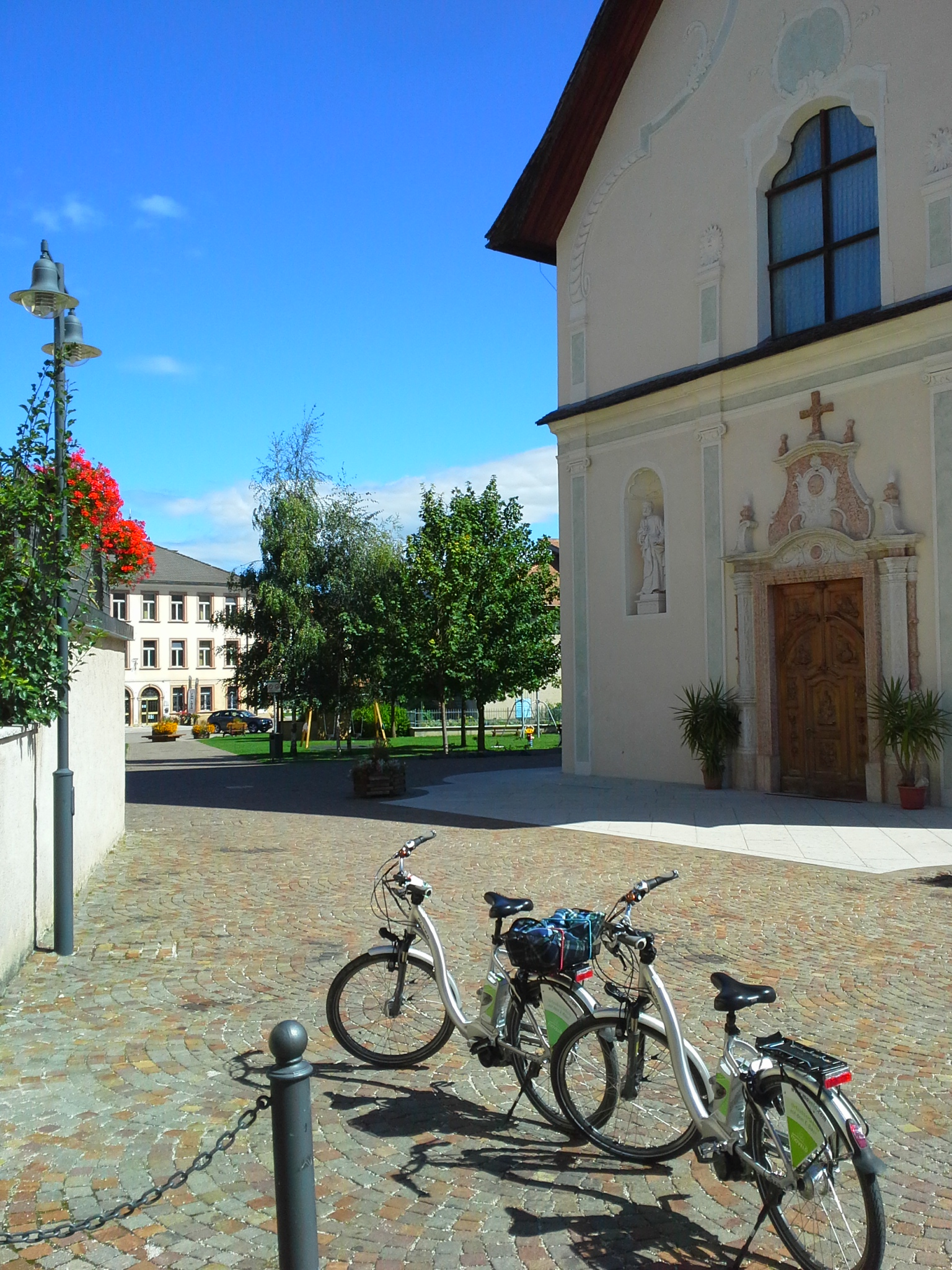
Piazza Padre Luigi Graiff

Romeno (Romén in noneso) è un comune italiano di 1 519 abitanti della provincia autonoma di Trento, precisamente al limite meridionale dell'Alta Anaunia in Val di Non. Notevole la produzione di mele e formaggi tra cui il trentingrana. In sviluppo anche l'offerta alberghiera e agrituristica.

## Storia
La presenza di genti abitanti nel villaggio durante il periodo preromano è testimoniata su una stele votiva al dio Saturno, collocata nella chiesa parrocchiale, che riporta il nome di cinque famiglie o genti, di origine retica o celtica: Lumennones, da cui probabilmente deriva il nome del paese Romeno, Glabistus, Ris(…), Lad(…) e Aup(…). Il paese era a forma di quadrilatero, probabilmente rimanenza dell'antico centro romano o longobardo posto a difesa della via per la Rezia. È documentata inoltre la presenza di un castello o castelliere in località "la Piena" di cui furono trovati i resti durante la costruzione della strada nel 1871-72.

### Simboli
Stemma
Un primo stemma comunale era stato concesso con regio decreto del 6 maggio 1940. Vi era rappresentata in campo d'oro, una cinta muraria d'argento, attraversante su un abete sradicato, col fusto visibile dall'apertura; con il capo del Littorio.
Lo stemma attuale venne ideato nel 1956 in sostituzione del precedente che recava segni del passato regime fascista, prendendo come simbolo l'antica porta che sbarra la strada della Vallavena. Il nuovo stemma è stato adottato con delibera C.C. n. 9 DD. 04.02.1984 e approvato con D.G.P. del 30 aprile 1984 n. 4260.
Lo stemma è racchiuso entro uno scudo rotondo: lo sfondo verde rappresenta in alto i boschi e nella parte inferiore il territorio campestre; in mezzo una grande porta riproduce la porta di Vallavena, a ricordo dell'indipendenza economica comunale e la sua floridezza dovuta al bosco; una chiave nera disposta orizzontalmente al centro è la memoria della custodia affidata a Romeno; una sbarra ondata che esce dalla porta e scende attraversando la parte inferiore dello scudo rappresenta le acque del rio Vallavena.
Gonfalone
Il gonfalone è stato adottato con delibera C.C. n. 5 dd. 28.01.1985 e approvato con D.G.P. del 15 marzo 1985, n. 1546.

## Monumenti e luoghi d'interesse
- Chiesa di San Bartolomeo detta anche "chiesetta del maso" - Il maso e la chiesa di San Bartolomeo sono situati a circa un chilometro da Romeno. Il vecchio maso, un tempo ospizio e tuttora abitato, è accompagnato, a partire da una decina di anni, da un'abitazione e da due stalle moderne. Questo luogo, uno degli insediamenti umani più antichi dell’Alta Valle di Non, è abbastanza conosciuto grazie ai rinvenimenti di lapidi romane. La chiesetta inizialmente apparteneva al maso, ora è invece proprietà della Chiesa Parrocchiale di Romeno. Per gli affreschi, risalenti alla prima metà del '200, e le altre decorazioni, la chiesa è uno dei maggiori monumenti storici e pittorici della Val di Non: una specie di unione fra la pittura venostana e la decorazione prealpina del XIII secolo.
- Chiesa di Sant'Antonio Abate.
- Chiesa di Santa Maria Assunta.
- Chiesa di Santo Stefano.
- Chiesa di San Biagio.

## Società

### Evoluzione demografica
Abitanti censiti

### Ripartizione linguistica
Nel censimento del 2001, 211 abitanti del comune si sono dichiarati "ladini". Nel censimento del 2011, 383 abitanti del comune (il 27,8% degli abitanti) si sono dichiarati "ladini".

## Infrastrutture e trasporti
Posta lungo la strada statale 43 dir della Val di Non Romeno disponeva, fra il 1909 e il 1934, di una propria fermata lungo la Tranvia Dermulo-Fondo-Mendola.

## Amministrazione
| Periodo        | Periodo        | Primo cittadino | Partito      | Carica  | Note |
| -------------- | -------------- | --------------- | ------------ | ------- | ---- |
| 17 maggio 2010 | 10 maggio 2015 | Lorenzo Widmann | Lista civica | Sindaco |      |
| 11 maggio 2015 | in carica      | Luca Fattor     | Lista civica | Sindaco |      |

### Altre informazioni amministrative

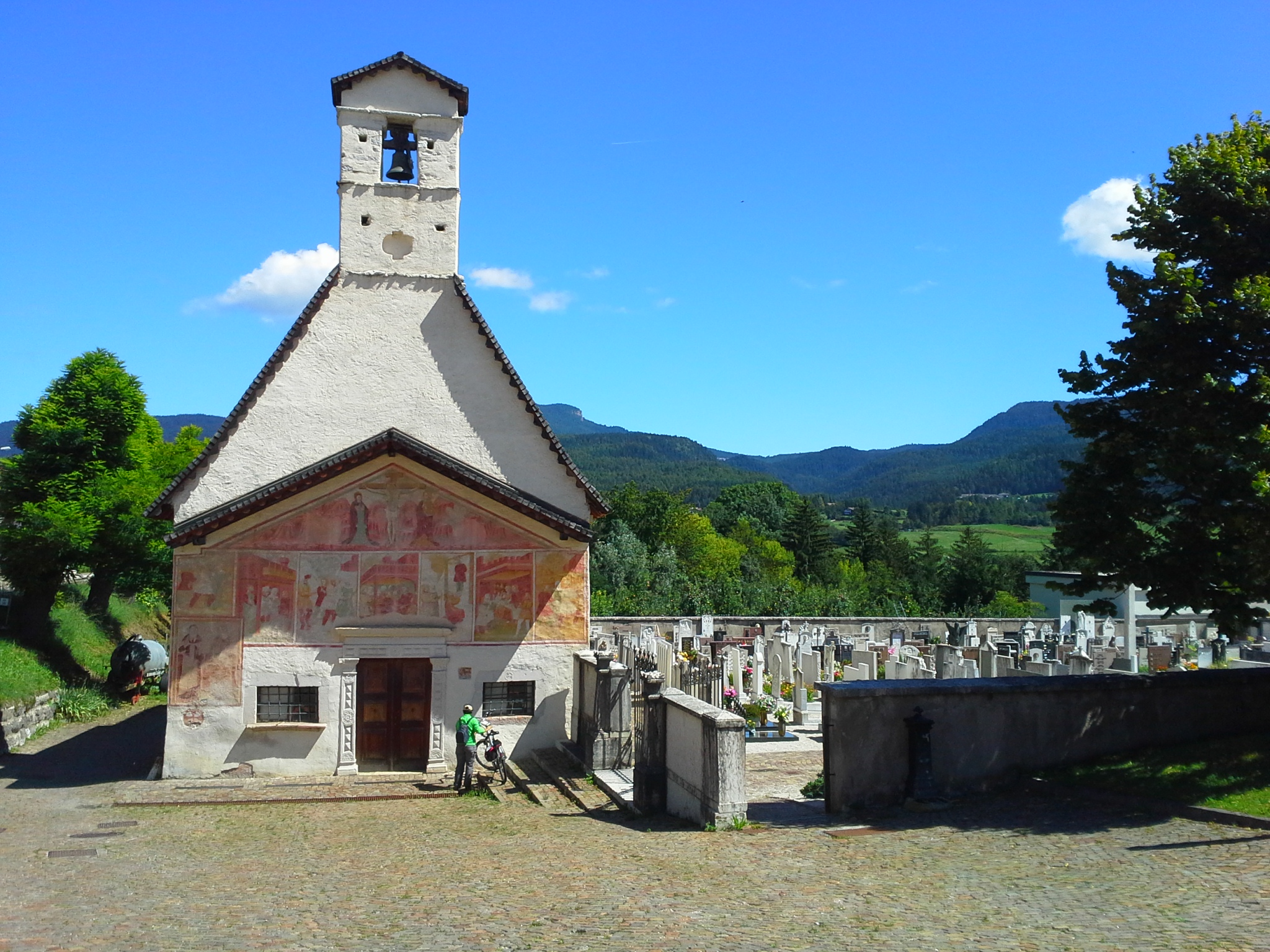
Chiesa di S.Antonio

La circoscrizione territoriale ha subito le seguenti modifiche: il 26 aprile 1928 aggregazione di territori dei soppressi comuni di Amblar e Don e della frazione di Salter, staccata dal comune di Salter-Malgolo, successivamente denominato Malgolo; il 27 settembre 1928 aggregazione di territori del soppresso comune di Malgolo; Nel 1952 distacco di territori per la ricostituzione dei comuni di Amblar (Censimento 1951: pop. res. 267) e Don (Censimento 1951: pop. res. 279).